# 東京六大学混声合唱連盟
東京六大学混声合唱連盟（とうきょうろくだいがくこんせいがっしょうれんめい）とは、東京を所在地とする6つの大学の混声合唱団で構成される連盟。1959年6月1日に発足。連盟内での通称は「六連（ろくれん）」だが、男声合唱の「東京六大学合唱連盟」と区別するために「混声六連」「混六（こんろく）」と呼ばれることもある。毎年5月に加盟団体合同による定期演奏会を開催しており、2018年までに60回開催されている。

## 加盟団体
- 青山学院大学グリーンハーモニー合唱団
- 慶應義塾大学混声合唱団楽友会
- 東京大学柏葉会合唱団
- 法政大学アカデミー合唱団
- 明治大学混声合唱団
- 早稲田大学混声合唱団

## 運営
運営機関として4つの機関がある。
- 事務局
連盟規約による執行機関である。各団が推薦し代表委員会で承認された役員6名とサブ役員6名で構成される。理事長、マネージャー、書記、会計、ステージ担当、庶務が6役として役員を構成し、各大学1名ずつ推薦されるサブ役員はサブマネージャーという位置づけで次年度の役員候補として携わる。本連盟の中核として主な運営をすべて取りしきる。
- 代表委員会
連盟規約による最高議決機関である。各団より選出された2名の代表委員（総勢12名）から構成される。代表委員は男女比半々と決められている。各団の代表として事務局の運営に対しての承認権限などを有する。月1回程度の頻度で開会され連盟と各団のパイプ役である。
- 技術委員会
連盟規約による技術機関である。各団の学生指揮者らで構成される。主に連盟合同の演奏会での合同曲に関する会議を行う。演奏会における六団合同ステージの指揮者の選出などを行う。
- 編集局
連盟規約による発行機関である。上級生の編集局長1名、これとは別に各団より選出された2名の編集局員によって構成される。連盟合同の演奏会でのパンフレットの作成や年刊発行の「六連の友」などを発行する。

## 委嘱・初演作品

### 委嘱初演作品
- 山田一雄 - 歌えわれら（第5回定期演奏会・1963年）
- 柴田南雄 - 宇宙について（第21回定期演奏会・1979年）
- 平吉毅州 - 薄明の時から（第23回定期演奏会・1981年）
- 柴田南雄 - 人間と死（第27回定期演奏会・1985年）
- 新実徳英 - 祈りの虹（混声二重合唱版）（第28回定期演奏会・1986年）
- 萩原英彦 - 詩篇104（第30回定期演奏会・1988年）
- 池辺晋一郎 - 宛名のない手紙（第35回定期演奏会・1993年）
- 名田綾子 - 手から、手へ（第59回定期演奏会・2017年）

### 初演作品
- カール・オルフ - 哀悼歌と酒宴歌（日本初演、第6回定期演奏会・1964年）
- イーゴリ・ストラヴィンスキー - バレエ音楽「結婚」（日本アマチュア初演、第22回定期演奏会・1980年 ）